# マリオン郡 (テキサス州)
マリオン郡 (マリオンぐん、英: Marion County) はアメリカ合衆国テキサス州に位置する郡である。2000年現在、ここの人口は10,941人である。ここの郡庁所在地はジェファーソンである。マリオン郡はテキサス州東部 (イーストテキサス) に位置しており、アメリカ独立戦争のフランシス・マリオン将軍の名を取って命名された。

## 地理
アメリカ合衆国統計局によると、この郡は総面積1,089 km2 (420 mi2) である。このうち987 km2 (381 mi2) が陸地で101 km2 (39 mi2) が水地域である。総面積の9.31%は水地域となっている。

### 隣接する郡
- カス郡 (北)
- ルイジアナ州カドー郡 (東)
- ハリソン郡 (南)
- アップシャー郡 (西)
- モリス郡 (北西)

## 人口動勢

2000年国勢調査に基づくマリオン郡の人口ピラミッド

2000年現在の国勢調査で、この郡は人口10,941人、4,610世帯、及び3,120家族が暮らしている。人口密度は11/km2 (29/mi2) である。6/km2 (17/mi2) の平均的な密度に6,384軒の住宅が建っている。この郡の人種的な構成は白人72.74%、アフリカン・アメリカン23.91%、先住民0.80%、アジア0.22%、太平洋諸島系0.01%、その他の人種0.79%、及び混血1.54%である。ここの人口の2.40%はヒスパニックまたはラテン系である。
この郡内の住民は22.30%が18歳未満の未成年、18歳以上24歳以下が6.40%、25歳以上44歳以下が23.60%、45歳以上64歳以下が28.40%、及び65歳以上が19.20%にわたっている。中央値年齢は43歳である。女性100人ごとに対して男性は95.40人である。18歳以上の女性100人ごとに対して男性は91.40人である。
この郡内の世帯ごとの平均的な収入は25,347米ドルであり、家族ごとの平均的な収入は32,039米ドルである。男性は30,584米ドルに対して女性は17,885米ドルの平均的な収入がある。この郡の一人当たりの収入 (per capita income) は14,535米ドルである。人口の22.40%及び家族の17.80%は貧困線以下である。全人口のうち18歳未満の29.90%及び65歳以上の14.40%は貧困線以下の生活を送っている。

## 都市及び町
- ジェファーソン